# Baillolet
Baillolet ist eine französische Gemeinde mit 116 Einwohnern (Stand 1. Januar 2022) im Département Seine-Maritime in der Region Normandie (vor 2016 Haute-Normandie). Sie gehört zum Arrondissement Dieppe und zum Kanton Neufchâtel-en-Bray (bis 2015 Kanton Londinières). Die Einwohner werden Bailloletais genannt.

## Bevölkerungsentwicklung
| Jahr      | 1962 | 1968 | 1975 | 1982 | 1990 | 1999 | 2007 | 2014 |
| Einwohner | 211  | 209  | 177  | 155  | 140  | 128  | 133  | 108  |

## Sehenswürdigkeiten

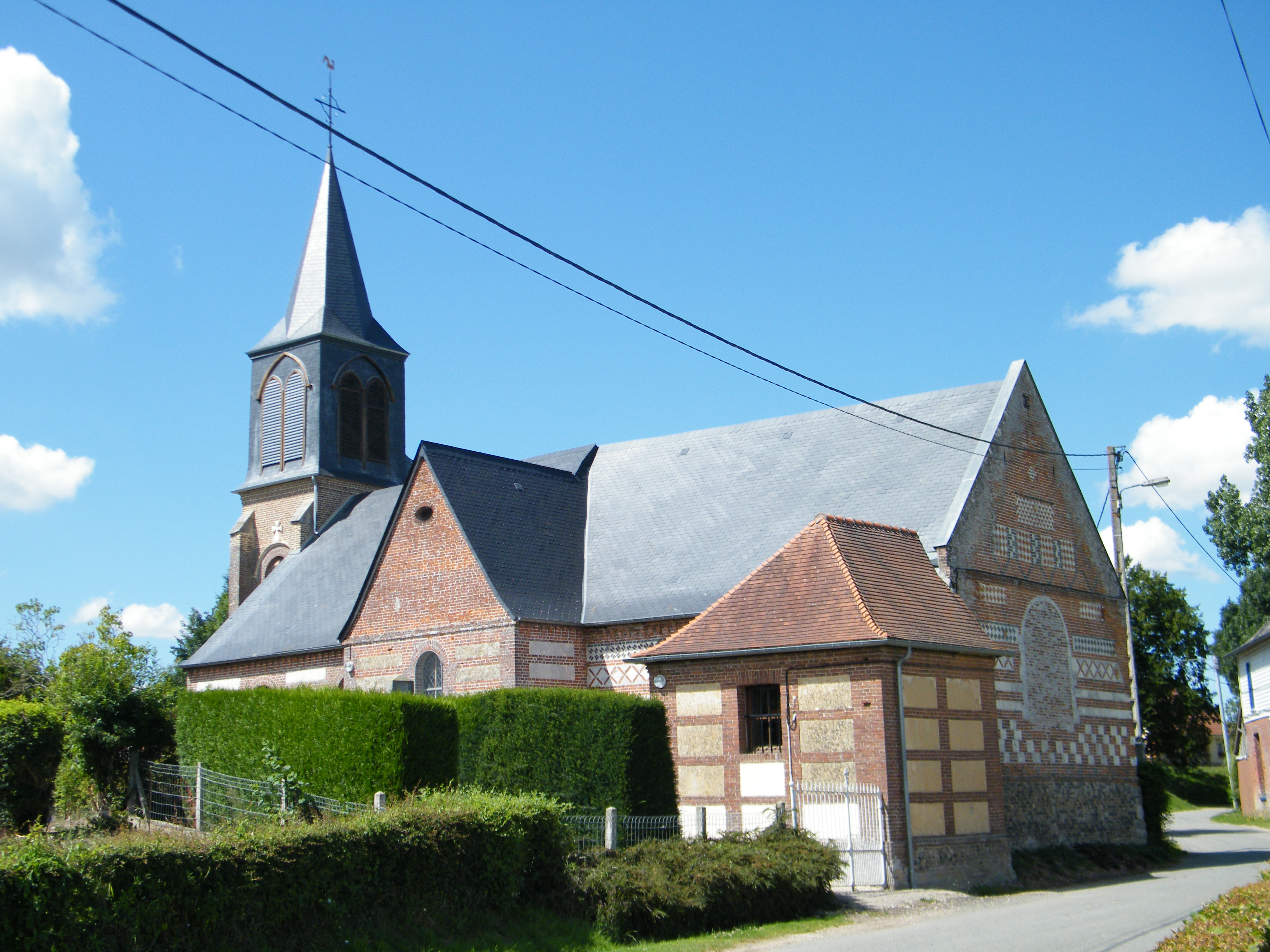
Kirche Saint-Martin
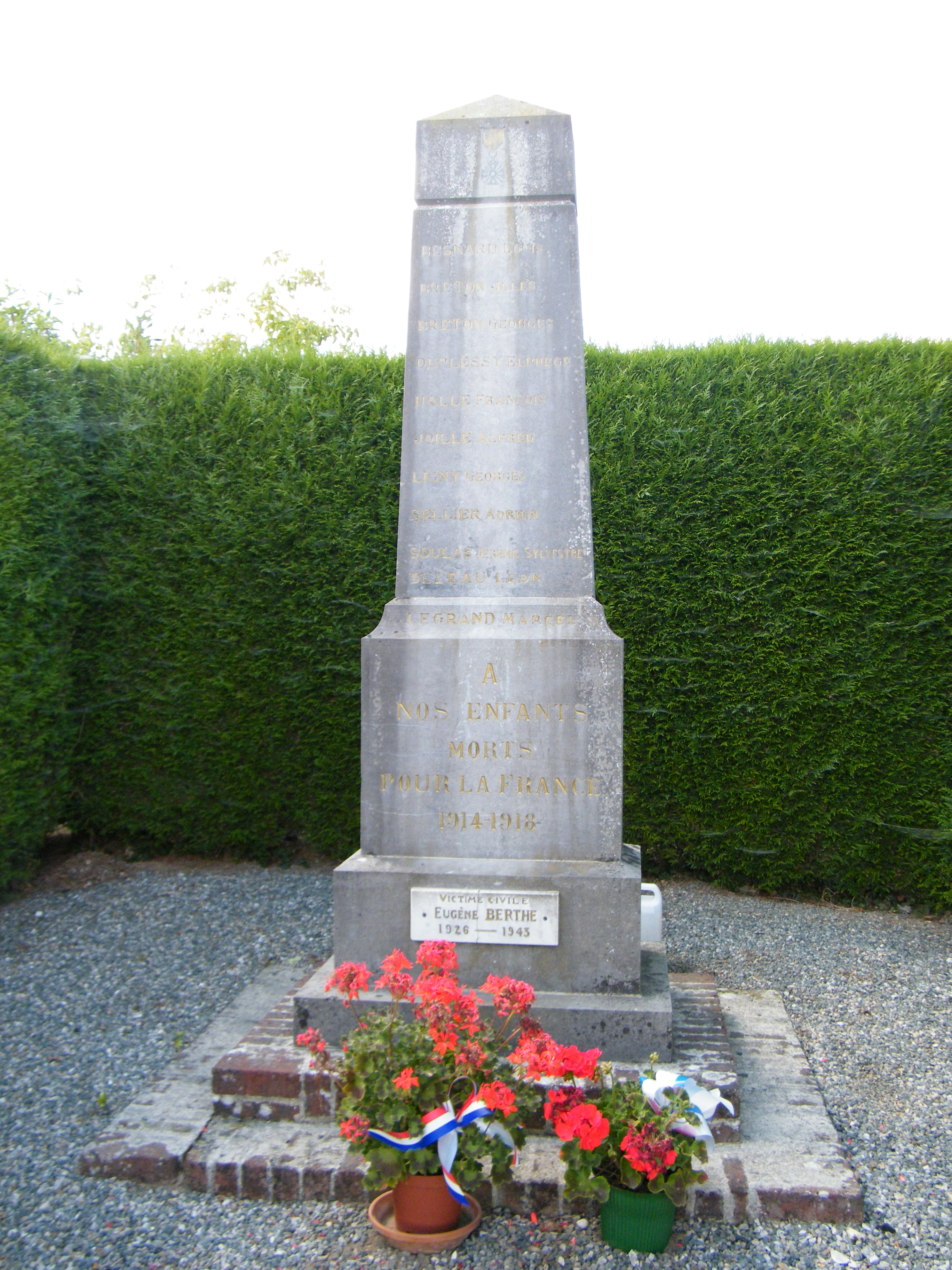
Kriegerdenkmal
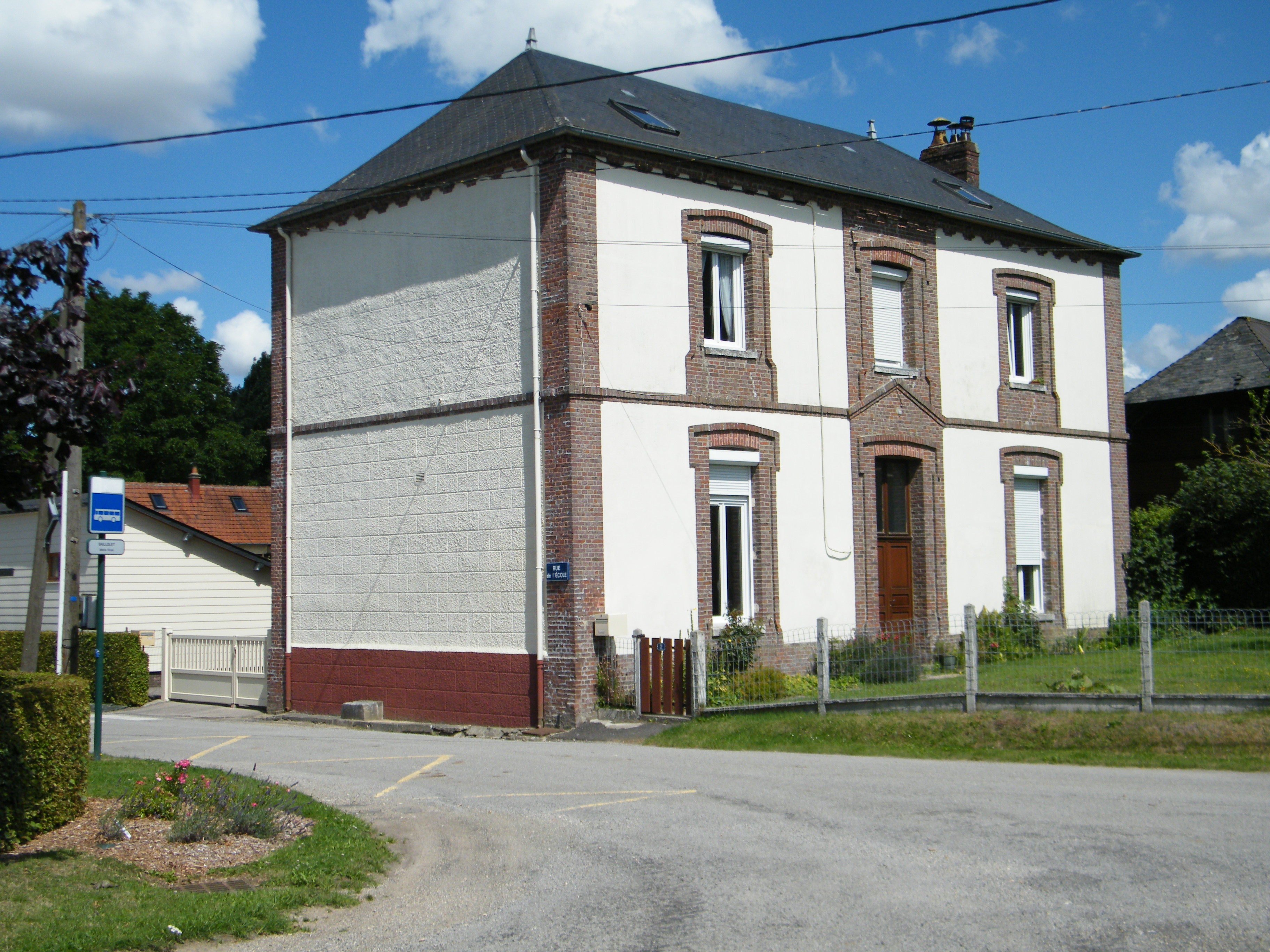
alte Schule

- Kirche Saint-Martin
- Kriegerdenkmal
- Schule